# Кривуля, Василий Андреевич
Василий Андреевич Кривуля (08.08.1924 — 02.05.1987) — советский военнослужащий, участник Великой Отечественной войны, полный кавалер ордена Славы, помощник командира взвода стрелковой роты 70-го гвардейского стрелкового полка, гвардии старший сержант — на момент представления к награждению орденом Славы 1-й степени.

## Биография
Родился 8 августа 1924 года в городе Юзовка. Украинец. Окончил 7 классов. Работал на хлебозаводе.
В 1943 году был призван в Красную Армию. Окончил школу младших командиров. Участник Великой Отечественной войны с сентября 1943 года. В боях при форсировании Днепра был тяжело ранен. На фронт вернулся через несколько месяцев. В составе 70-го гвардейского стрелкового полка 24-й гвардейской стрелковой дивизии участвовал в боях в Восточной Пруссии.
20 октября 1944 года в районе населенного пункта Бойснен гвардии сержант Кривуля одним из первых ворвался в траншею противника и гранатой подавил пулемет, что дало возможность роте выбить противника из траншеи и закрепиться.
Приказом от 31 октября 1944 года гвардии сержант Кривуля Василий Андреевич награждён орденом Славы 3-й степени.
18 января 1945 года в бою за населенный пункт Нештонкемен гвардии сержант Кривуля первым поднялся в атаку и ворвался в траншею противника, гранатой уничтожил пулемет и 4 противников, что позволило роте прорваться на окраину населенного пункта.
Приказом от 25 февраля 1945 года гвардии сержант Кривуля Василий Андреевич награждён орденом Славы 2-й степени.
9 апреля 1945 года в ночном бою в 4 километрах северо-западнее города Кенигсберг при попытке противника прорваться из окружения гвардии старший сержант Кривуля огнём из автомата уничтожил генерала и 5 солдат, 1 офицера взял в плен.
Указом Президиума Верховного Совета СССР от 29 июня 1945 года за образцовое выполнение заданий командования в боях с немецко-вражескими захватчиками гвардии старший сержант Кривуля Василий Андреевич награждён орденом Славы 1-й степени. Стал полным кавалером ордена Славы.
В 1945 году гвардии старшина В. А. Кривуля был демобилизован. Вернулся на родину. Жил в городе Донецк. Работал помощником мастера на камвольно-прядильной фабрике, мастером на Рутченковском хлебокомбинате. Член КПСС с 1962 года. Участник юбилейных Парадов Победы в 1945 и 1985 годах. Умер 2 мая 1987 года. Похоронен на кладбище шахты № 29 в Донецке.
Награждён орденами Отечественной войны 1-й степени, Славы 1-й, 2-й и 3-й степеней, медалями.